# Recours en oppression
En droit des sociétés canadien et québécois, le recours en oppression est un outil à la disposition de tout plaignant qui permet de demander le redressement d'un préjudice causé par une société par actions. Ce recours peut notamment être utilisé par les actionnaires minoritaires qui se sentent lésés face aux décisions des actionnaires majoritaires. 
La disposition régissant le recours en oppression est l'article 241 de la Loi canadienne sur les sociétés par actions. Dans la loi québécoise, il existe un recours équivalent aux articles 450 à 453 LSAQ. 

## Dispositions pertinentes

### Loi canadienne
« Demande en cas d’abus
241 (1) Tout plaignant peut demander au tribunal de rendre les ordonnances visées au présent article.
Motifs
(2) Le tribunal saisi d’une demande visée au paragraphe (1) peut, par ordonnance, redresser la situation provoquée par la société ou l’une des personnes morales de son groupe qui, à son avis, abuse des droits des détenteurs de valeurs mobilières, créanciers, administrateurs ou dirigeants, ou, se montre injuste à leur égard en leur portant préjudice ou en ne tenant pas compte de leurs intérêts :
a) soit en raison de son comportement;
b) soit par la façon dont elle conduit ses activités commerciales ou ses affaires internes;
c) soit par la façon dont ses administrateurs exercent ou ont exercé leurs pouvoirs.
Pouvoirs du tribunal
(3) Le tribunal peut, en donnant suite aux demandes visées au présent article, rendre les ordonnances provisoires ou définitives qu’il estime pertinentes pour, notamment :
a) empêcher le comportement contesté;
b) nommer un séquestre ou un séquestre-gérant;
c) réglementer les affaires internes de la société en modifiant les statuts ou les règlements administratifs ou en établissant ou en modifiant une convention unanime des actionnaires;
d) prescrire l’émission ou l’échange de valeurs mobilières;
e) faire des nominations au conseil d’administration, soit pour remplacer tous les administrateurs en fonctions ou certains d’entre eux, soit pour en augmenter le nombre;
f) enjoindre à la société, sous réserve du paragraphe (6), ou à toute autre personne, d’acheter des valeurs mobilières d’un détenteur;
g) enjoindre à la société, sous réserve du paragraphe (6), ou à toute autre personne, de rembourser aux détenteurs une partie des fonds qu’ils ont versés pour leurs valeurs mobilières;
h) modifier les clauses d’une opération ou d’un contrat auxquels la société est partie ou de les résilier, avec indemnisation de la société ou des autres parties;
i) enjoindre à la société de lui fournir, ainsi qu’à tout intéressé, dans le délai prescrit, ses états financiers en la forme exigée à l’article 155, ou de rendre compte en telle autre forme qu’il peut fixer;
j) indemniser les personnes qui ont subi un préjudice;
k) prescrire la rectification des registres ou autres livres de la société, conformément à l’article 243;
l) prononcer la liquidation et la dissolution de la société;
m) prescrire la tenue d’une enquête conformément à la partie XIX;
n) soumettre en justice toute question litigieuse.
Devoir des administrateurs
(4) Dans les cas où l’ordonnance rendue en vertu du présent article ordonne des modifications aux statuts ou aux règlements administratifs de la société :
a) les administrateurs doivent se conformer sans délai au paragraphe 191(4);
b) toute autre modification des statuts ou des règlements administratifs ne peut se faire qu’avec l’autorisation du tribunal, sous réserve de toute autre décision judiciaire.
Exclusion
(5) Les actionnaires ne peuvent, à l’occasion d’une modification des statuts faite conformément au présent article, faire valoir leur dissidence en vertu de l’article 190.
Limitation
(6) La société ne peut effectuer aucun paiement à un actionnaire en vertu des alinéas (3)f) ou g) s’il existe des motifs raisonnables de croire que :
a) ou bien elle ne peut, ou ne pourrait de ce fait, acquitter son passif à échéance;
b) ou bien la valeur de réalisation de son actif serait, de ce fait, inférieure à son passif.
Choix
(7) Le plaignant, agissant en vertu du présent article, peut, à son choix, demander au tribunal de rendre l’ordonnance prévue à l’article 214. »

### Loi québécoise
« 450. Un demandeur peut s’adresser au tribunal en vue d’obtenir une ordonnance visant à redresser la situation lorsque, de l’avis du tribunal, la société ou une personne morale du même groupe agit abusivement ou s’apprête à agir abusivement à l’égard des détenteurs de valeurs mobilières de la société ou à l’égard de ses administrateurs ou de ses dirigeants, ou qu’elle se montre injuste ou s’apprête à se montrer injuste à leur égard en leur portant préjudice:
1°  soit en raison de son comportement;
2°  soit par la façon dont elle exerce, a exercé ou s’apprête à exercer ses activités ou par la façon dont elle conduit, a conduit ou s’apprête à conduire ses affaires internes;
3°  soit par la façon dont les administrateurs exercent, ont exercé ou s’apprêtent à exercer leurs pouvoirs.
2009, c. 52, a. 450.
451. Le tribunal peut, à l’occasion d’une demande visée à la présente sous-section, rendre toute ordonnance qu’il estime appropriée. Ainsi il peut, notamment:
1°  empêcher le comportement contesté;
2°  nommer un séquestre;
3°  réviser le fonctionnement de la société en modifiant les statuts ou le règlement intérieur ou en établissant ou en modifiant une convention unanime des actionnaires;
4°  ordonner l’émission ou l’échange de valeurs mobilières;
5°  faire des nominations au conseil d’administration, soit pour remplacer tous les administrateurs en fonction ou certains d’entre eux, soit pour en augmenter le nombre;
6°  enjoindre à la société ou à toute autre personne d’acheter des valeurs mobilières d’un détenteur;
7°  enjoindre à la société ou à toute autre personne de rembourser aux détenteurs la totalité ou une partie des sommes qu’ils ont versées pour leurs valeurs mobilières;
8°  modifier, résilier ou annuler un contrat ou une opération auquel la société est partie et, le cas échéant, ordonner l’indemnisation de la société ou de toute autre partie à ce contrat ou à cette opération;
9°  enjoindre à la société de lui fournir, ainsi qu’à tout intéressé, dans le délai qu’il fixe, les états financiers visés aux articles 225 et 226, ou ordonner qu’elle lui en fasse rapport sous la forme qu’il détermine;
10°  ordonner l’indemnisation des personnes qui ont subi un préjudice;
11°  ordonner la rectification des livres de la société conformément aux articles 456 et 457;
12°  ordonner la dissolution de la société et sa liquidation lorsque celle-ci a des biens ou des obligations;
13°  ordonner la tenue d’une enquête conformément à la section I;
14°  condamner, non seulement dans un cas d’abus de procédure mais également dans tout autre cas où le tribunal le jugera approprié, toute partie aux procédures à payer, en tout ou en partie, les honoraires et autres frais de toute autre partie.
La société ne peut effectuer aucun paiement à un actionnaire en vertu des paragraphes 6° ou 7° du premier alinéa s’il y a des motifs raisonnables de croire qu’elle ne peut ou ne pourrait, de ce fait, acquitter son passif à échéance.
2009, c. 52, a. 451; 2010, c. 40, a. 85; N.I. 2016-01-01 (NCPC).
452. Malgré le deuxième alinéa de l’article 10 du Code de procédure civile (chapitre C-25.01), le tribunal peut, en vertu de l’article 451, rendre toute ordonnance qu’il estime appropriée, que cette ordonnance ait ou non été demandée par le demandeur. Dans le second cas, le tribunal doit toutefois donner aux parties l’occasion de faire leurs représentations sur le redressement qu’il envisage avant que l’ordonnance soit rendue.
2009, c. 52, a. 452; N.I. 2016-01-01 (NCPC).
453. Dans le cas où le tribunal, en vertu de l’article 451, ordonne des modifications aux statuts, au règlement intérieur de la société ou à une convention unanime des actionnaires, aucune autre modification ne peut y être apportée sans le consentement du tribunal, pour la période ou dans les conditions qu’il détermine.
Si le tribunal ordonne la modification des statuts, le conseil d’administration doit transmettre sans délai au registraire des entreprises une copie de cette ordonnance et les statuts de modification requis par la présente loi auxquels sont joints, le cas échéant, les documents exigés par la Loi sur la publicité légale des entreprises (chapitre P-44.1).
Les actionnaires ne peuvent, à l’occasion d’une modification des statuts qui résulte d’une ordonnance, exercer le droit au rachat d’actions prévu par le chapitre XIV. »